# Muhamet Hyseni
Muhamet Hyseni (* 6. února 2001) je kosovský profesionální fotbalista, který hraje na pozici středního útočníka za dánský klub AC Horsens a kosovský národní tým.

## Klubová kariéra

### Návrat do Llapi
Dne 3. července 2023 podepsal Hyseni tříletou smlouvu s kosovským superligovým klubem Llapi. Jeho debut v dresu Llapi přišel 13. srpna proti Dritě poté, co byl jmenován do základní sestavy. Sedm dní po debutu vstřelil svůj první gól za Llapi ve svém druhém vystoupení za klub při domácí výhře 3:0 nad Dukagjini.

### Horsens
Dne 13. června 2024 klub Llapi oznámil přestup Hyseniho do dánského prvoligového klubu Horsens. Ve stejný den klub potvrdil, že Hyseniho přestup je trvalý a podepsal s ním pětiletou smlouvu.

## Reprezentační kariéra
Od roku 2017 do roku 2018 byl Hyseni součástí kosovských týmů na mládežnické mezinárodní úrovni, respektive byl součástí týmů U17 a U19 a za tyto týmy odehrál tři zápasy. Dne 10. listopadu 2023 obdržel pozvánku z kosovského národního týmu na kvalifikační zápasy na Mistrovství Evropy ve fotbale 2024 proti Izraeli, Švýcarsku a Bělorusku. Jeho debut v dresu Kosova přišel o osm dní později v kvalifikačním zápase proti Švýcarsku poté, co v 73. minutě nastoupil jako střídající hráč místo Florenta Hadergjonaje a vstřelil jediný gól svého týmu při venkovní remíze 1:1.

### Reprezentační góly
Skóre a výsledky Kosova jsou vždy zapsány jako první. Góly Muhameta Hyseniho jsou zvýrazněny.
| Gól | Datum              | Místo                              | Soupeř    | Skóre | Výsledek | Soutěž                                            |
| --- | ------------------ | ---------------------------------- | --------- | ----- | -------- | ------------------------------------------------- |
| 1.  | 18. listopadu 2023 | St. Jakob-Park, Basilej, Švýcarsko | Švýcarsko | 1:1   | 1:1      | Kvalifikace na Mistrovství Evropy ve fotbale 2024 |

## Úspěchy
Llapi
- Kosovský pohár: 2021

Feronikeli
- Kosovská First League: 2022/23 (skupina A)

Individual
- Nejlepší střelec Kosovské Superligy: 2023/24